# Phare d'Ivory Island
Le phare d'Ivory Island est un phare érigé sur Ivory Island (en), au nord-ouest de Bella Bella dans le Passage Intérieur, du District régional de Central Coast (Province de la Colombie-Britannique), au Canada. 
Ce phare est géré par la Garde côtière canadienne .

## Histoire
Le premier phare a été mis en service le 1er octobre 1898. C'est un bâtiment en bois de deux étages, construit sur une rocher nu, dont la lanterne domine un toit à quatre pans. Le bâtiment est blanc et la lanterne est rouge. En 1908, le bâtiment de la corne de brume a été construit au sud-ouest du phare, pour remplacer celui de 1901. Il a partiellement été endommagé par le raz-de-marée causé par un tremblement de terre en 1908.
En 1954, la lanterne de la maison a été remplacée par une lumière posée au-dessus d'une tour en acier et peinte en rouge. Du personnel résident est toujours présent sur la station.

## Description
Le phare actuel est une tour pyramidale peinte en rouge de 5 m de haut, posée sur une plateforme. Il est attaché à un bâtiment de corne de brume. Il émet, à une hauteur focale de 20 m, un éclat blanc, toutes les 5 secondes. Sa portée nominale est de 15 milles nautiques (environ 28 km). 
Il se trouve à environ 25 km au nord-ouest de Bella Bella.  Il n'est accessible qu'en bateau.
Identifiant : ARLHS : CAN-252 - Amirauté : G-5713 - NGA : 12052 - CCG : 0617 .

## Caractéristique duFeu maritime
Fréquence : 5 secondes (W-R)
- Lumière : 1 seconde
- Obscurité : 4 secondes

|              |
| Ivory Island |

|                            |
| Carte du Passage Intérieur |

### Lien connexe
- Liste des phares de la Colombie-Britannique